# Мерле, Доминик
Доминик Мерле (фр. Dominique Merlet; род. 18 февраля 1938, Бордо) — французский пианист, органист и музыкальный педагог.
Окончил Парижскую консерваторию, где занимался, в частности, под руководством Жана Роже-Дюкаса и Нади Буланже. Также учился у Луи Хильтбранда. В 1957 г. разделил с Мартой Аргерих первую премию Международного конкурса исполнителей в Женеве. В дальнейшем много записывался, однако преимущественную известность получил как педагог, некоторое время возглавлял Европейскую ассоциацию преподавателей фортепиано, в настоящее время её почётный председатель. Среди учеников Мерле, в частности, Фредерик Агесси и Фингин Коллинз. В 1956—1990 гг. титулярный органист парижской церкви Нотр-Дам-де-Блан-Манто.